# Gillian Sheen
Pour les articles homonymes, voir Sheen.
Gillian Sheen est une escrimeuse britannique née le 21 août 1928 à Londres et morte le 5 juillet 2021 à Auburn (New York),. Elle devient la première britannique championne olympique d'escrime en remportant l'épreuve individuelle de fleuret en 1956. Elle participe également aux Jeux de 1952 et 1960 mais ne décroche aucune médaille.

## Palmarès
- Jeux olympiques
  -  Médaille d'or en fleuret individuel aux Jeux olympiques de 1956 à Melbourne
- Championnats du monde
  -  Médaille de bronze en fleuret par équipes aux Championnats du monde de 1950 à Monte-Carlo
- Jeux du Commonwealth
  -  Médaille d'or en fleuret individuel aux Jeux de l'Empire britannique et du Commonwealth de 1958 à Cardiff
  -  Médaille d'or en fleuret individuel aux Jeux de l'Empire britannique et du Commonwealth de 1954 à Vancouver